# Maintenon
Maintenon [mɛ̃tənɔ̃] ist eine französische Gemeinde mit 4532 Einwohnern (Stand 1. Januar 2022) im Département Eure-et-Loir, Region Centre-Val de Loire, etwa 60 Kilometer südwestlich von Paris und rund 17 Kilometer nordwestlich von Chartres. Sie liegt am Ufer des Flusses Eure in der fruchtbaren Landschaft der Beauce.

## Geschichte
Im Mittelalter gehörte die Seigneurie Maintenon zum Herrschaftsbereich der Grafen von Montfort und wurde im Hundertjährigen Krieg und während des Ersten Hugenottenkriegs verwüstet. Nachdem Maintenon 1595 unter seinem Herrn Louis Charles François d’Angennes zur Baronie erhoben worden war, erreichte Louis Charles’ Sohn im Jahr 1641 die Erhebung des Besitzes zum Marquisat.
Als Françoise d’Aubigné, die spätere Mätresse und heimliche Ehefrau Ludwigs XIV., die Herrschaft samt Wasserschloss 1674 kaufte, erhob sie der König 1688 zu einem Marquisat mit Pairschaft (französisch marquisat-pairie), woraufhin seine damalige Eigentümerin heute vor allem unter dem Namen Madame de Maintenon bekannt ist.

### Bevölkerungsentwicklung
| Jahr                       | 1962 | 1968 | 1975 | 1982 | 1990 | 1999 | 2009 | 2018 |
| -------------------------- | ---- | ---- | ---- | ---- | ---- | ---- | ---- | ---- |
| Einwohner                  | 2978 | 3325 | 3313 | 3388 | 4161 | 4440 | 4481 | 4374 |
| Quellen: Cassini und INSEE |      |      |      |      |      |      |      |      |

## Verkehr
Maintenon hat einen Bahnhof an der Bahnstrecke Paris–Brest, der im Regionalverkehr mit TER-Zügen bedient wird. Die frühere Bahnstrecke Auneau-Ville–Dreux, die die Strecke nach Brest in Maintenon kreuzte, ist stillgelegt und abgebaut.

## Sehenswürdigkeiten
- Schloss Maintenon samt seinem weitläufigen Park im Stil eines Englischen Landschaftsgartens
- Gotische Schlosskirche Saint-Nicolas aus dem 16. Jahrhundert
- Barocke Kirche Saint-Pierre aus dem 17. Jahrhundert

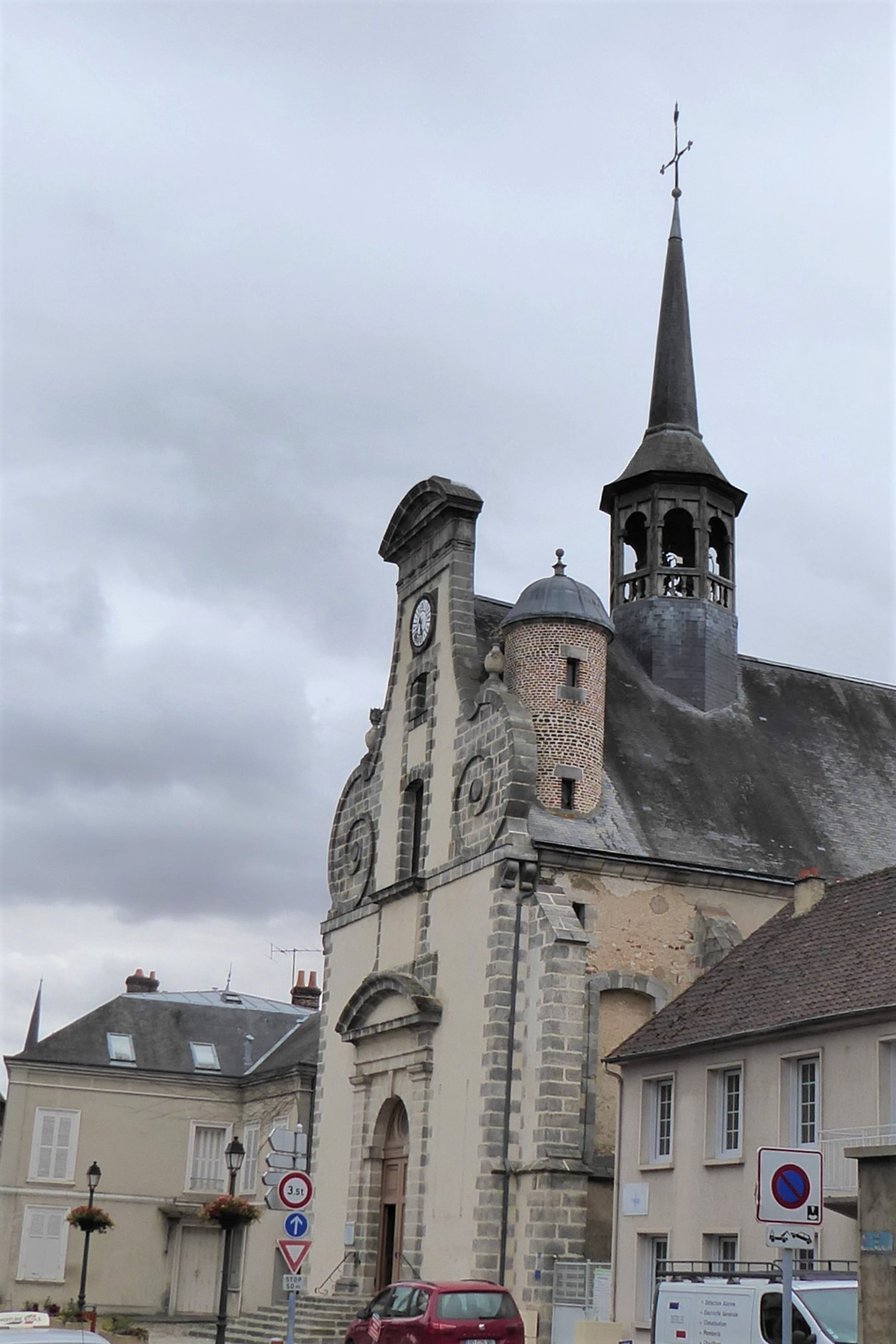
Kirche Saint-Pierre
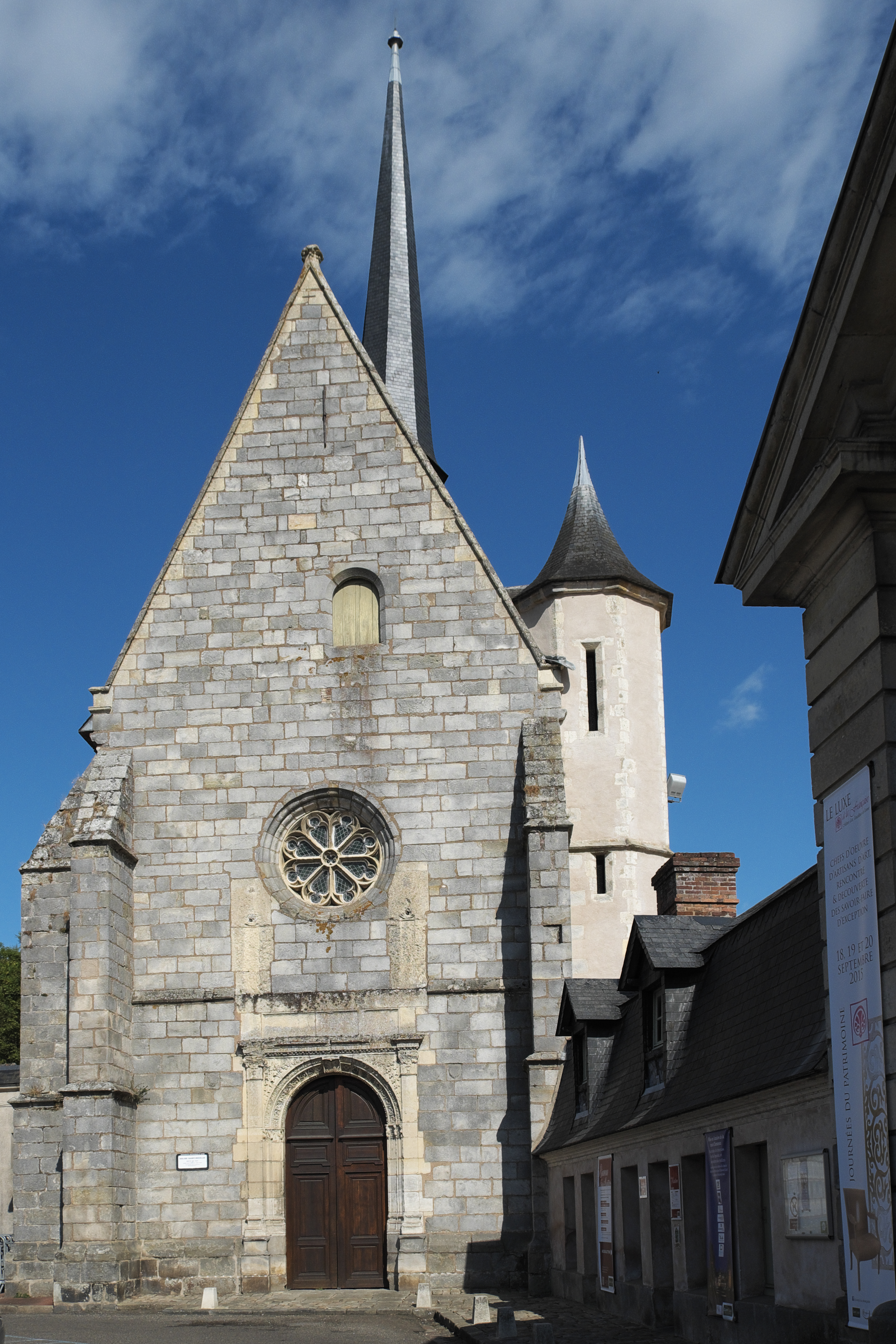
Kirche Saint-Nicolas
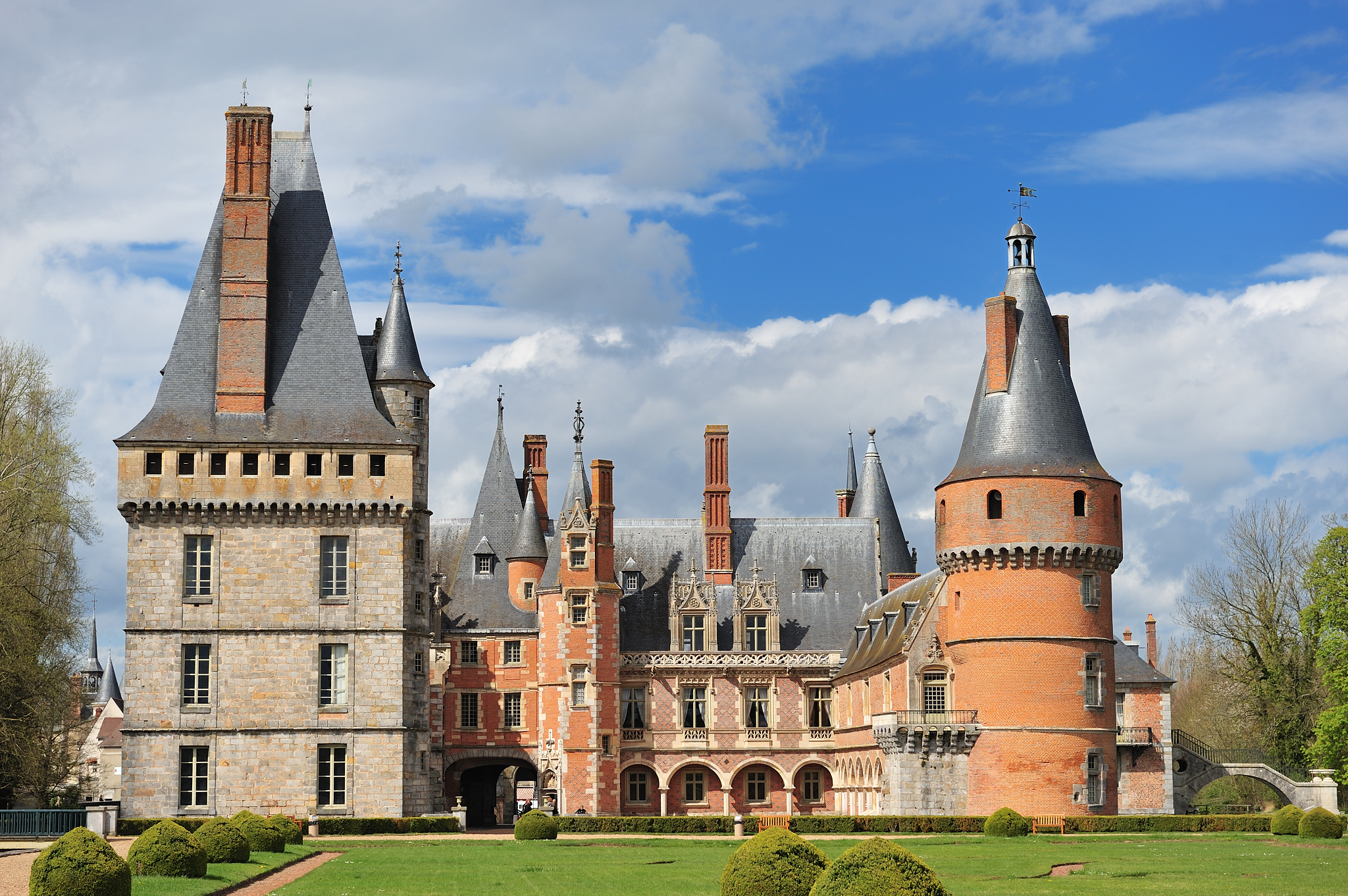
Schloss Maintenon

## Persönlichkeiten
- Jean-François Collin d’Harleville (1755–1806), Dichter und Dramatiker
- Joseph Maunoury (1847–1923), General und posthumer Marschall von Frankreich
- Élisabeth d’Ayen (1898–1969), Tennisspielerin
- Bruno de Keyzer (1949–2019), Kameramann